# Fiala Antal (pap)
Fiala Antal (1752 körül – Nagykosztolány, 1834. október 15.) katolikus pap.

## Élete
Sándorfáról származott, a teológia öt évi folyamát mint az esztergomi főegyházmegye növendéke 1785–1790-ben végezte; 1790-ben misés pappá szenteltetett föl; azután udvarnoki, 1794-től galgóci káplán volt; 1796-ban ugyanott plébános lett; innét a hrachovistyei plébániára került. 1812-ben pedig lelkész lett Nagykosztolányon.

## Művei
- Článkomravná Reč na den slávného vakrisseňa Gežisse Krista. Pozsony, 1790.
- Duchovné Rozgimáňi Umučeňa Kristowého na čas swatého Póstu. Nagyszombat, 1803.
- Pisne duchowne ke kázaňi slowa božiho a msi swatég. Nagyszombat, 1813. (Mind a három egyházi beszéd.)